# Jack Fryer (cầu thủ bóng đá, sinh năm 1911)
John Leavy "Jack" Fryer (23 tháng 9 năm 1911) là một cầu thủ bóng đá người Anh thi đấu cho Wrexham, Hull City và Nottingham Forest ở Football League.